# Margaret Archer
Margaret Scotford Archer (Genoside, 20 de janeiro de 1943 – 21 de maio de 2023) foi uma socióloga britânica, que dispendeu a maior parte de sua carreira acadêmica na Universidade de Warwick, Reino Unido, onde foi por anos Docente de Sociologia. Também foi professora na l'Ecole Polytechnique Fédérale de Lausanne, Suíça. É melhor conhecida por cunhar o termo elisionismo em seu livro de 1995, Realist Social Theory: The Morphogenetic Approach. Em 14 de abril de 2014, Archer foi nomeada pelo Papa Francisco a suceder a professora de direito em Harvard e embaixadora estadunidense para a Santa Sé Mary Ann Glendon enquanto Presidente da Pontifícia Academia de Ciências Sociais, e assim manteve sua posição até a retirada em 27 de março de 2019.
Estudou na Universidade de Londres, obtendo bacharelado em Ciências Sociais em 1964 e seu PhD em 1967 com a tese The Educational Aspirations of English Working Class Parents. Foi conferencista na Universidade de Reading de 1966 a 1973.
É uma das mais influentes teóricas da tradição realismo crítico. No 12º Congresso Mundial de Sociologia, foi eleita como primeira Presidente mulher e 11ª presidente da Associação Internacional de Sociologia (1986-1990), sendo membro fundadora tanto da Pontifícia Academia de Ciências Sociais quanto da Academia de Sociedade Científica nas Ciências Sociais. Também atua enquanto Administradora do Centro para o Realismo Crítico (Centre for Critical Realism).
Orientou alguns estudantes de doutoramento, alguns os quais tiveram êxito em contribuir substancialmente em prol do desenvolvimento do realismo crítico nas ciências sociais, incluindo Robert Willmott, autor de Education Policy and Realist Social Theory; Sean Craven, autor de Marxism and Realism, e Justin Cruickshank, autor de Realism and Sociology.

## Publicações
- M. Archer, M. Vaughan M (1971) "Social Conflict and Educational Change in England and France: 1789–1848", Cambridge University Press
- M. Archer (1984) "Social Origins of Educational Systems", Londres: Sage
- M. Archer (1988) Culture and Agency: The Place of Culture in Social Theory, Cambridge University Press, Cambridge.
- M. Archer (1995) Realist Social Theory: The Morphogenetic Approach, Cambridge University Press, Cambridge.
- M. Archer, R. Bhaskar, A. Collier, T. Lawson and A. Norrie (eds) (1998) Critical Realism: Essential Readings, Routledge, Londres.
- M. Archer (2000) Being Human: The Problem of Agency, Cambridge University Press, Cambridge.
- M. Archer and J. Tritter (eds) (2000) Rational Choice Theory: Resisting Colonisation, Routledge, Londres.
- M. Archer (2003) Structure, Agency and the Internal Conversation, Cambridge University Press, Cambridge.
- M. Archer, A. Collier and D. Porpora (eds) (2004) Transcendence: Critical Realism and God, Routledge, Londres.
- M. Archer (2007) Making Our Way Through the World, Cambridge University Press, Cambridge.
- M. Archer (2012) The Reflexive Imperative in Late Modernity, Cambridge University Press, Cambridge